# Monte di Cellere
Il Monte di Cellere (562,2 m s.l.m.) è una collina che si trova nel territorio comunale di Cellere, nella provincia di Viterbo, nel Lazio, dove nasce il torrente Arrone.